# Melamphaes pumilus
Melamphaes pumilus — вид беріксоподібних риб родини меламфаєвих (Melamphaidae). Поширений у північній Атлантиці від берегів Центральної Америки до узбережжя Західної Африки, Португалії та Іспанії. Це морський, батипелагічний вид, що мешкає на глибині 50-400 м. Тіло завдовжки 2-2,3 см.